# Arquebisbat de Trujillo
L'arquebisbat de Trujillo (espanyol: Archidiócesis de Trujillo; llatí: Archidioecesis Truxillensis) és una seu de l'Església catòlica. Al 2010 tenia 1.149.000 batejats d'un total de1.374.000 habitants. Actualment està regida pel bisbe Héctor Miguel Cabrejos Vidarte, O.F.M..

## Territori
L'arxidiòcesi comprèn nou províncies de la regió peruana de La Libertad: Ascope, Chepén, Gran Chimú, Julcán, Otuzco, Pacasmayo, Santiago de Chuco, Trujillo i Virú.
La seu arxiepiscopal és la ciutat de Trujillo, on es troba la catedral de catedral de l'Assumpció de Maria Verge.
El territori s'estén sobre 15.323km² i està dividit en 69 parròquies.

## Història
La diòcesi de Trujillo va ser erigida el 15 d'abril de 1577 mitjançant la butlla Illius fulciti praesidio del papa Gregori XIII, prenent el territori de l'arquebisbat de Lima, del qual era originàriament sufragània.
El 28 de maig de 1803 cedí una porció del seu territori per tal que s'erigí la diòcesi de Maynas (avui bisbat de Chachapoyas).
El 5 d'abril de 1908 i el 29 de febrer de 1940 cedí noves porcions de territori a benefici de les ereccions respectivament del bisbat de Cajamarca i del de Piura (avui arxidiòcesi).
El 23 de maig de 1943 va ser elevada al rang d'arxidiòcesi metropolitana per la butlla Inter praecipuas del papa Pius XII.
El 17 de desembre de 1956 i el 4 de desembre de 1961 cedí noves porcions de territori per tal que s'erigissin respectivament el bisbat de Chiclayo i la prelatura territorial de Huamachuco.
El febrer de 1985 va rebre la visita del Papa Joan Pau II.

## Cronologia episcopal
- Alonso Guzmán y Talavera, O.S.H. † (15 d'abril de 1577 - ? renuncià)
  - Francisco de Obando, O.F.M.Obs. † (1611 - ?) (bisbe electe)
  - Luís Jerónimo de Cárcamo † (25 de maig de 1611 - 1611 mort) (bisbe electe)
  - Juan de la Cabeza, O.P. † (1614 - 1614 mort) (bisbe electe)
- Francisco Díaz de Cabrera y Córdoba, O.P. † (6 d'octubre de 1614 - 26 d'abril de 1620 mort)
- Carlos Marcelo Corni Velázquez † (17 d'agost de 1620 - 16 d'octubre de 1630 mort)
- Ambrosio Vallejo Mejía, O.Carm. † (10 de febrer de 1631 - 29 d'octubre de 1635 mort)
- Diego Montoya Mendoza † (5 d'octubre de 1637 - 14 d'abril de 1640 mort)
  - Luis Córdoba Ronquillo, O.SS.T. † (13 d'agost de 1640 - 24 de novembre de 1640 mort) (bisbe electe)
- Juan Sánchez Duque de Estrada † (12 de novembre de 1641 - 1643 mort)
- Pedro Ortega Sotomayor † (21 d'agost de 1645 - 16 de desembre de 1647 nomenat bisbe d'Arequipa)
  - Marcos Salmerón † (7 d'agost de 1647 - 21 de gener de 1648 mort) (bisbe electe)
- Andrés García de Zurita † (4 d'abril de 1650 - 2 d'agost de 1652 mort)
  - Diego del Castillo y Artigas † (9 de març de 1654 - 25 de febrer de 1658 nomenat bisbe de Badajoz) (bisbe electe)
  - Francisco de Godoy † (1 de setembre de 1659 - 1659 mort) (bisbe electe)
- Juan de la Calle y Heredia, O. de M. † (5 de setembre de 1661 - 1 d'octubre de 1674 nomenat bisbe d'Arequipa)
  - Álvaro de Ibarra † (17 de desembre de 1674 - 1675 mort) (bisbe electe)
- Antonio de León y Becerra † (19 d'octubre de 1676 - 14 de juny de 1677 nomenat bisbe d'Arequipa)
- Francisco de Borja † (4 de setembre de 1679 - 13 d'abril de 1689 mort)
  - Juan de Bustamante † (1693 - 1693 renuncià) (bisbe electe)
  - Pedro de la Serena, O.S.H. † (28 de setembre de 1693 - de setembre de 1695 mort) (bisbe electe)
- Pedro Díaz de Cienfuegos † (20 de febrer de 1696 - 9 de gener de 1702 mort)
- Juan Victores de Velasco, O.S.B. † (28 de novembre de 1707 - 10 de desembre de 1713 mort)
- Diego Montero del Águila † (21 de gener de 1715 - 25 de febrer de 1718 mort)
- Jaime de Mimbela, O.P. † (20 de març de 1720 - 4 d'agost de 1739 mort)
- Gregorio de Molleda Clerque † (19 de desembre de 1740 - 4 de setembre de 1747 nomenat arquebisbe de La Plata o Charcas)
- José Cayetano Paravicino, O.F.M.Obs. † (4 de setembre de 1747 - 20 d'octubre de 1750 mort)
- Bernardo de Arbiza y Ugarte † (15 de novembre de 1751 - 20 d'octubre de 1756 mort)
- Cayetano Marcellano y Agramont † (23 de maig de 1757 - 13 de març de 1758 nomenat arquebisbe de La Plata o Charcas)
- Francisco Javier de Luna Victoria y Castro † (13 de març de 1758 - 11 de març de 1777 mort)
- Baltazar Jaime Martínez de Compañón † (1 de juny de 1778 - 15 de desembre de 1788 nomenat arquebisbe de Santafé en Nueva Granada)
- José Andrés de Achurra y Núñez del Arco † (15 de desembre de 1788 - 1792 mort)
- Blas Sobrino y Minayo † (12 de setembre de 1794 - 26 d'abril de 1796 mort)
- José Carrión y Marfil † (3 de juliol de 1798 - 24 de gener de 1825 renuncià)[1]
  - Sede vacante (1825-1835)
- Tomás Diéguez y Florencia † (24 de juliol de 1835 - 8 de juny de 1845 mort)
- José Higinio de Madalengoitia y Sanz de Zárate † (19 de gener de 1846 - 4 de novembre de 1848 mort)
  - Sede vacante (1848-1853)
- Agustín Guillermo Charún † (7 de març de 1853 - 22 de febrer de 1857 mort)
- Francisco Orueta y Castrillón † (26 de setembre de 1859 - 21 de març de 1873 nomenat arquebisbe de Lima)
- José Domingo Armestar † (21 de desembre de 1874 - 14 de desembre de 1881 mort)
  - Sede vacante (1881-1889)
- Manuel José Medina y Bañon † (14 de febrer de 1889 - 22 de març de 1907 mort)
  - Sede vacante (1907-1910)
- Carlos García Irigoyen † (21 de març de 1910 - 21 d'octubre de 1937 mort)
  - Sede vacante (1937-1940)
- Juan Gualberto Guevara † (15 de desembre de 1940 - 16 de desembre de 1945 nomenat arquebisbe de Lima)
- Aurelio Macedonio Guerriero † (20 de setembre de 1946 - 25 de maig de 1957 ritirato)
- Federico Pérez Silva, C.M. † (15 de juny de 1957 - 16 d'octubre de 1965 mort)
- Carlos María Jurgens Byrne, C.SS.R. † (6 de desembre de 1965 - 29 de desembre de 1976 renuncià)
- Manuel Prado Pérez-Rosas, S.J. † (29 de desembre de 1976 - 29 de juliol de 1999 jubilat)
- Héctor Miguel Cabrejos Vidarte, O.F.M., des del 29 de juliol de 1999

## Estadístiques
A finals del 2010, la diòcesi tenia 1.149.000 batejats sobre una població de 1.374.000 persones, equivalent al 83,6% del total.
| any  | població  | població  | població | sacerdots | sacerdots       | sacerdots       | sacerdots             | diàques | religiosos | religiosos | parroquies |
| ---- | --------- | --------- | -------- | --------- | --------------- | --------------- | --------------------- | ------- | ---------- | ---------- | ---------- |
| any  | batejats  | total     | %        | total     | clergat secular | clergat regular | batejats por sacerdot | diàques | homes      | dones      |            |
| 1950 | 792.000   | 800.000   | 99,0     | 84        | 43              | 41              | 9.428                 |         | 39         | 95         | 53         |
| 1966 | 420.000   | 480.000   | 87,5     | 110       | 62              | 48              | 3.818                 |         | 58         | 175        | 35         |
| 1968 | 640.000   | 650.000   | 98,5     | 122       | 64              | 58              | 5.245                 |         | 71         | 204        | 36         |
| 1976 | 710.000   | 750.000   | 94,7     | 82        | 32              | 50              | 8.658                 |         | 60         | 250        | 46         |
| 1980 | 796.000   | 857.000   | 92,9     | 74        | 35              | 39              | 10.756                | 1       | 47         | 160        | 47         |
| 1990 | 960.000   | 1.100.000 | 87,3     | 86        | 54              | 32              | 11.162                | 1       | 65         | 203        | 47         |
| 1999 | 1.273.300 | 1.391.120 | 91,5     | 100       | 58              | 42              | 12.733                |         | 112        | 220        | 50         |
| 2000 | 956.415   | 1.141.150 | 83,8     | 109       | 65              | 44              | 8.774                 |         | 115        | 174        | 52         |
| 2001 | 933.833   | 1.081.721 | 86,3     | 117       | 64              | 53              | 7.981                 |         | 112        | 162        | 57         |
| 2002 | 933.833   | 1.229.045 | 76,0     | 117       | 64              | 53              | 7.981                 |         | 121        | 162        | 58         |
| 2003 | 946.167   | 1.244.049 | 76,1     | 115       | 66              | 49              | 8.227                 |         | 112        | 165        | 61         |
| 2004 | 1.078.548 | 1.315.302 | 82,0     | 111       | 65              | 46              | 9.716                 |         | 129        | 171        | 61         |
| 2010 | 1.149.000 | 1.374.000 | 83,6     | 126       | 64              | 62              | 9.119                 |         | 119        | 189        | 69         |